# 列子御風
〈列子御風〉，或作〈御風行〉，古琴曲，首見於《神奇秘譜》中卷的〈霞外神品〉，傳為毛敏仲所作。今有吳文光及樂瑛等人依不同琴譜打譜或演奏的版本。

## 史料
被收錄於《神奇秘譜》、《浙音釋字琴譜》、《風宣玄品》、《琴譜正傳》、《西麓堂琴統》、《重修真傳琴譜》、《玉梧琴譜》、《琴書大全》、《琴苑心傳全編》等超過三十部譜中。

## 曲意
《神奇秘譜》：「臞仙曰：『是曲者，毛仲翁取《列子》〈黃帝篇〉「御風」，擬神遊六合所作，其趣同。 』」

## 各段標題
一、憑虛馭風

二、俯視寰壤
 
三、渺焉六合

四、不知風乘我

五、不知我乘風
 
六、志在沖漠

七、遊神太清

八、長嘯空碧

九、振衣罡飆

十、興盡而返

## 演奏版本
- 《神奇秘譜》，吳文光打譜並錄音。[3][4]
- 《研露樓琴譜》，樂瑛打譜並錄音。[5]

## 外部連結
- YouTube上的〈列子御風〉，樂瑛演奏，收錄於《中國音樂大全‧古琴卷》